# Витко Златковић
Витко Златковић (Млачиште, Црна Трава, 1929 — Смедерево, 5. март 2014) био је правник, судија и књижевник.

## Биографија
Одрастао је у родном месту, где је завршио основну школу, потом гимназију у Смедереву, а Правни факултет у Београду. Радио је као правник, судија Окружног суда у Смедереву и адвокат.
Поезију је објављивао у листовима и часописима још у гимназијским данима, а приповетке почео да пише на студијама. Објавио је и два романа. Две његове песме су музички обрађене. „Марш смедеревске Гимназије“, компонован на његов текст, и данас изводи гимназијски хор у свечаним приликама. Његова приповетка „Вијадукт“ победила је на анонимном конкурсу листа „Политика 1978. године у конкуренцији од 2011 приспелих прича.
Живео је и радио у Смедереву.

## Књиге прозе
- Пројекат (роман), Рад, Београд, 2000;
- Три речна рукавца (роман), Арка, Смедерево, 2003;
- Подрхтавање вијадукта (приповетке), Арка , Смедерево, 2004.